# Riccardo Galletta
Riccardo Galletta (Firenze, 18 marzo 1962) è un generale italiano, ex vice-comandante generale dell'Arma dei Carabinieri.

## Biografia
È laureato in scienze politiche, pedagogia, scienza della sicurezza e scienze della sicurezza interna ed esterna; inoltre gli è stata conferita la laurea honoris causa in studi antropologici, storici e geografici dall'Università degli studi di Palermo ed è autore di diverse pubblicazioni di storia militare.

### Carriera militare
Nato a Firenze il 18 marzo 1962, intraprese la carriera militare nel 1980, frequentando l'Accademia militare di Modena, uscendone nel 1982 ; nei due anni seguenti frequentò la Scuola Ufficiali Carabinieri, conseguendo il grado di tenente al termine degli studi. Da ufficiale inferiore, dopo una prima esperienza, dal 1984 al 1987, quale comandante di plotone presso la Scuola allievi carabinieri di Roma e l'Accademia militare di Modena, ha comandato la compagnia di Gaeta, la compagnia di Roma-Casilina, nonché la compagnia di polizia militare e di sicurezza presso il Comando Supremo della NATO a Mons (Belgio); Nel 1994 viene trasferito al Comando generale, ove ricopre l'incarico di aiutante di campo del vice comandante generale. Da ufficiale superiore ha ricoperto gli incarichi di ufficiale addetto all'ufficio legislazione, capo sezione dell'ufficio operazioni, capo ufficio del vice comandante generale, comandante del gruppo di Palermo, capo della sala operativa e capo ufficio cerimoniale e attività promozionali del Comando generale. Dal 13 settembre 2006 al 13 settembre 2009 ha retto l'incarico di comandante provinciale dei Carabinieri di Brescia, per essere nuovamente destinato al Comando generale dell'Arma dei Carabinieri, ove ha ricoperto gli incarichi di capo ufficio criminalità organizzata, capo ufficio del capo di stato maggiore e capo del III reparto. Dal 30 giugno 2015 al 3 settembre 2018 ha retto l'incarico di comandante della Legione Carabinieri "Sicilia". Dal 6 settembre 2018 è stato comandante della Scuola Ufficiali Carabinieri. Dal 16 giugno 2020 al 9 marzo 2021 è stato di vicecomandante del Comando interregionale carabinieri "Ogaden" a Napoli. Dal 10 marzo 2021 ha assunto l'incarico di comandante della Divisione unità specializzate carabinieri.
Dal 1º giugno 2023 al 1º giugno 2024 è vice comandante generale dell'Arma dei Carabinieri.
Dal 4 maggio 2024 è comandante del Comando interregionale carabinieri "Pastrengo", con sede a Milano.